# Antonio D'Erchia
Antonio D'Erchia (Massafra, 14 maggio 1911 – Massafra, 6 ottobre 1997) è stato un vescovo cattolico italiano.

## Biografia
Nacque a Massafra, in provincia di Taranto e diocesi di Castellaneta, nel 1911. Una tradizione orale tramandata dalla nipote ricorda che la levatrice, al momento della sua nascita, esclamò: "Un prete muore, un altro prete nasce!". Qualche giorno prima, infatti, il 13 maggio era morto a Massafra l'arciprete Salvatore Tramonte. Formatosi presso il seminario di Santa Scolastica in Subiaco, il 31 dicembre 1933 è ordinato presbitero, a 22 anni.

### Ministero presbiterale
Dal 1932 al 1945, prima da diacono e poi da presbitero, fu vice-rettore e docente presso il seminario diocesano di Castellaneta, continuando a Massafra il suo servizio pastorale in qualità di rettore presso il Santuario della Madonna della Scala dal 1938 al 1959. Nel 1947 il vescovo di Castellaneta Francesco Potenza lo nominò alla guida della parrocchia del Carmine in Massafra, che resse fino al 1957. Dopo esserne stato promotore della sua costruzione, fu il primo parroco della parrocchia del Sacro Cuore di Gesù dal 1958 al 1963.

### Ministero episcopale
Il 17 dicembre 1962 papa Giovanni XXIII lo nominò vescovo titolare di Podalia e prelato di Altamura ed Acquaviva delle Fonti, ruolo che mantenne fino al 1969, e il 19 marzo 1963, nella solennità di san Giuseppe. Ricevette la consacrazione episcopale presso la chiesa del Sacro Cuore di Gesù in Massafra dal cardinale Carlo Confalonieri, arciprete della basilica di Santa Maria Maggiore, co-consacranti l'arcivescovo di Taranto Guglielmo Motolese e l'arcivescovo di Matera Giacomo Palombella. Nello stesso periodo gli fu affidato l'incarico di amministratore apostolico della diocesi di Conversano, dal 1964 al 1970. Dopo che l'11 ottobre 1962 furono aperti i lavori del Concilio Vaticano II, fu "trattenuto a Roma dal sacro dovere e sommo onore della partecipazione al Concilio".
Dall'assise conciliare, di cui partecipò alla seconda, alla terza e alla quarta sessione, mantenne sempre la comunione pastorale con la sua comunità ecclesiale e testimoniò i processi di riforma della Chiesa. Successivamente gli fu affidata la guida della diocesi di Monopoli, nel 1969, e della diocesi di Conversano, nel 1970, unite così in persona episcopi. Le due diocesi furono poi unite nel 1986, con l'erezione della diocesi di Conversano-Monopoli, di cui lasciò però il governo per raggiunti limiti di età nel 1987.
Dopo le dimissioni ritornò a Massafra, sua città natale, dove continuò a servire la chiesa locale fino alla sua morte, avvenuta il 6 ottobre 1997. Fu sepolto in una tomba monumentale presso il duomo di Massafra, sua città natale, ai piedi della tela raffigurante la Nascita di Gesù. Oggi la sepoltura monumentale del Vescovo Antonio D'Erchia è decorata dal suo stemma vescovile in bronzo, opera dello scultore tarantino Aldo Pupino e.si trova, sempre nella Cattedrale di San Lorenzo, a destra dell'ingresso principale, 
Il 19 marzo 2022 la giunta comunale di Monopoli ha scelto di intitolare una strada del comune alla sua memoria, dopo che il 10 febbraio il vescovo di Conversano-Monopoli Giuseppe Favale aveva inviato una nota al sindaco.

## Genealogia episcopale
La genealogia episcopale è:
- Cardinale Scipione Rebiba
- Cardinale Giulio Antonio Santori
- Cardinale Girolamo Bernerio
- Arcivescovo Galeazzo Sanvitale
- Cardinale Ludovico Ludovisi
- Cardinale Luigi Caetani
- Cardinale Ulderico Carpegna
- Cardinale Paluzzo Paluzzi Altieri degli Albertoni
- Papa Benedetto XIII
- Papa Benedetto XIV
- Papa Clemente XIII
- Cardinale Marcantonio Colonna
- Cardinale Giacinto Sigismondo Gerdil
- Cardinale Giulio Maria della Somaglia
- Cardinale Carlo Odescalchi
- Cardinale Costantino Patrizi Naro
- Cardinale Lucido Maria Parocchi
- Papa Pio X
- Papa Benedetto XV
- Papa Pio XII
- Cardinale Carlo Confalonieri
- Vescovo Antonio D'Erchia